# Peleteria generosa
Peleteria generosa là một loài ruồi trong họ Tachinidae.